# Anagaloidea
Los anagáloideos (Anagaloidea) son un orden extinto de mamíferos placentarios que aparecieron durante el Cretácico Superior y sobrevivieron hasta el Oligoceno. Están estrechamente emparentado con los glires por lo que algunos autores los incluyen dentro de ese clado. En cuanto a su tamaño y aspecto se asemejaban a los conejos y liebres.
En la visión tradicional (morfológica), Anagaloidea era parte de un superorden nombrado Anagalida, junto con Macroscelidea, Rodentia y Lagomorpha. Sin embargo, se ha demostrado que Anagalida es polifilético. Los estudios genéticos han demostrado que Macroscelidea es parte de un superorden diferente de mamíferos llamado Afrotheria, mientras que la posición de varias familias extintas de Anagaloidea es incierta.
Las familias Anagalidae y Pseudictopidae representan un clado genuino probablemente con Astigalidae. Este clado se conoce como Anagaloidea, que después de todo parece estar relacionado con los roedores y lagomorfos. Juntos forman el clado Glires que cladisticamente se agrupa con Euarchonta para formar el superorden Euarchontoglires. La familia Zalambdalestidae a menudo incluida casi con certeza no esta relacionada con ninguno de estos grupos; probablemente representan euterios más basales y es posible que ni siquiera sean verdaderos euterios.

## Clasificación
Orden Anagaloidea (Szalay & McKenna, 1971) 
- Familia Anagalidae (Simpson, 1931) 
  - Anagale (Simpson, 1931)
  - Anagalopsis (Bohlin, 1951)
  - Anaptogale (Xu, 1976)
  - Chianshania (Xu, 1976)
  - Diacronus (Xu, 1976)
  - Eosigale (Hu, 1993)
  - Huaiyangale (Xu, 1976)
  - Linnania (Chow et al., 1973)
  - Qipania (Hu, 1993)
  - Stenanagale (Wang, 1975)
  - Wanogale (Xu, 1976)
- Familia Pseudictopidae (Sulimski 1969)
  - Allictops (Qiu, 1977)
  - Anictops (Qiu, 1977)
  - Cartictops (Ding & Tong, 1979)
  - Halictops (Ding & Tong, 1979)
  - Mingotherium (Schoch, 1985)
  - Paranictops (Qiu, 1977)
- Familia Astigalidae (Zhang and Tong, 1981)
  - Astigale (Zhang and Tong, 1981)
  - Yupingale (Tong and Wang, 2006)
  - Zhujegale (Zhang and Tong, 1981)

## Filogenia
Posición de Anagaloidea dentro de Euarchontoglires: 
|             | †Anagaloidea                                            |
|             |                                                         |
| Gliriformes | \| \| Lagomorpha \| \| \| \| \| \| Rodentia \| \| \| \| |
|             | \| \| Lagomorpha \| \| \| \| \| \| Rodentia \| \| \| \| |
|             | Lagomorpha                                              |
|             |                                                         |
|             | Rodentia                                                |
|             |                                                         |

|  | Lagomorpha |
|  |            |
|  | Rodentia   |
|  |            |

|             | †Anagaloidea                                            |
|             |                                                         |
| Gliriformes | \| \| Lagomorpha \| \| \| \| \| \| Rodentia \| \| \| \| |
|             | \| \| Lagomorpha \| \| \| \| \| \| Rodentia \| \| \| \| |
|             | Lagomorpha                                              |
|             |                                                         |
|             | Rodentia                                                |
|             |                                                         |

|  | Lagomorpha |
|  |            |
|  | Rodentia   |
|  |            |

|  | Dermoptera                                                     |
|  |                                                                |
|  | \| \| Primates \| \| \| \| \| \| †Plesiadapiformes \| \| \| \| |
|  |                                                                |
|  | Primates                                                       |
|  |                                                                |
|  | †Plesiadapiformes                                              |
|  |                                                                |

|  | Primates          |
|  |                   |
|  | †Plesiadapiformes |
|  |                   |

|  | Dermoptera                                                     |
|  |                                                                |
|  | \| \| Primates \| \| \| \| \| \| †Plesiadapiformes \| \| \| \| |
|  |                                                                |
|  | Primates                                                       |
|  |                                                                |
|  | †Plesiadapiformes                                              |
|  |                                                                |

|  | Primates          |
|  |                   |
|  | †Plesiadapiformes |
|  |                   |

|             | †Anagaloidea                                            |
|             |                                                         |
| Gliriformes | \| \| Lagomorpha \| \| \| \| \| \| Rodentia \| \| \| \| |
|             | \| \| Lagomorpha \| \| \| \| \| \| Rodentia \| \| \| \| |
|             | Lagomorpha                                              |
|             |                                                         |
|             | Rodentia                                                |
|             |                                                         |

|  | Lagomorpha |
|  |            |
|  | Rodentia   |
|  |            |

|             | †Anagaloidea                                            |
|             |                                                         |
| Gliriformes | \| \| Lagomorpha \| \| \| \| \| \| Rodentia \| \| \| \| |
|             | \| \| Lagomorpha \| \| \| \| \| \| Rodentia \| \| \| \| |
|             | Lagomorpha                                              |
|             |                                                         |
|             | Rodentia                                                |
|             |                                                         |

|  | Lagomorpha |
|  |            |
|  | Rodentia   |
|  |            |

|  | Dermoptera                                                     |
|  |                                                                |
|  | \| \| Primates \| \| \| \| \| \| †Plesiadapiformes \| \| \| \| |
|  |                                                                |
|  | Primates                                                       |
|  |                                                                |
|  | †Plesiadapiformes                                              |
|  |                                                                |

|  | Primates          |
|  |                   |
|  | †Plesiadapiformes |
|  |                   |

|  | Dermoptera                                                     |
|  |                                                                |
|  | \| \| Primates \| \| \| \| \| \| †Plesiadapiformes \| \| \| \| |
|  |                                                                |
|  | Primates                                                       |
|  |                                                                |
|  | †Plesiadapiformes                                              |
|  |                                                                |

|  | Primates          |
|  |                   |
|  | †Plesiadapiformes |
|  |                   |